# Paradelphomyia mitra
Paradelphomyia mitra är en tvåvingeart som beskrevs av Alexander 1953. Paradelphomyia mitra ingår i släktet Paradelphomyia och familjen småharkrankar. Inga underarter finns listade i Catalogue of Life.